# Disintegration (álbum de I've Sound)
Disintegration es el tercer álbum del grupo de producción japonés de música electrónica, I've Sound, y es el tercer volumen de la serie "Girls compilation". Se publicó el 26 de junio de 2002 siendo una colección de canciones de Juegos para adultos, aunque también tiene dos canciones hasta entonces inéditas. En este disco, las cantantes que intervienen son: KOTOKO, MELL, Eiko Shimamiya, MOMO, SHIHO y Lia.

## Canciones
1. KOTOKO: Namida no chikai (涙の誓い) (Canción de apertura de Triangle heart 3)
Composición: Kazuya Takase
2. KOTOKO: Flow~Mizu no umareta basho~ (flow 〜水の生まれた場所〜) (Canción de apertura de Suiso 1/2 no kiseki)
Letra: KOTOKO
Composición: Tomoyuki Nakazawa
3. KOTOKO: I can't get over your best smile (Canción de O*ne*te*i)
Letra: KOTOKO
Composición: Kazuya Takase
4. MELL: Fly to the top (Canción de apertura de Maverick MAX)
Composición: Kazuya Takase
5. Eiko Shimamiya: To loose in amber (Canción de apertura de Dorei shijo)
Letra: Sayumi
Composición: Kazuya Takase
6. KOTOKO: Resolution of soul (Canción de apertura de D+vine[luv])
Letra: KOTOKO
Composición: Kazuya Takase
7. KOTOKO: Wing my way (Canción de apertura de Faraland Symphony)
Letra: KOTOKO
Composición: Kazuya Takase
8. MOMO: Drowning (Canción de apertura de Ryojoku chikan jikou)
Composición: Kazuya Takase
9. SHIHO: Belvedia (Canción de apertura de Deep zero)
Letra: Sayumi
Composición: Kazuya takase
10. KOTOKO: Kimi yo... Yasashi ni kaze ni nare (君よ、優しい風になれ) (Canción de cierre de Triangle heart 3)
Letra: Masaki Tsuzuki y KOTOKO
Composición: Kazuya Takase
11. SHIHO: Birthday eve (Canción de apertura de Sense off)
Letra: Masaki Motonaga
Composición: Kazuya Takase
12. Lia: Disintegration (Canción original del álbum)
Letra: Ben
Composición: Kazuya Takase
13. Eiko Shimamiya: Ouji yo tsuki wo urakara (王子よ 〜月の裏から) (canción original del álbum)
Letra: MELL
Composición: Atsuhiko nakatsubo

- Datos: Q5555019